# Arvid Auner
Arvid Auner (ur. 31 stycznia 1997 w Grazu) – austriacki snowboardzista, brązowy medalista mistrzostw świata juniorów.

## Kariera
Po raz pierwszy na arenie międzynarodowej pojawił się 8 grudnia 2012 roku w Lachtal, gdzie w zawodach Pucharu Europy zajął 72. miejsce w gigancie równoległym (PGS). W 2017 roku wystartował na mistrzostwach świata juniorów w Klínovcu, zdobywając brązowy medal w tej samej konkurencji.
W zawodach Pucharu Świata zadebiutował 9 stycznia 2015 roku w Bad Gastein, zajmując 49. miejsce w gigancie równoległym. Pierwsze pucharowe punkty wywalczył blisko rok później, 8 stycznia 2016 roku w tej samej miejscowości, gdzie zajął 46. miejsce w slalomie równoległym (PSL). Na podium zawodów tego cyklu po raz pierwszy stanął 20 marca 2021 roku w Berchtesgaden, kończąc rywalizację w PSL na trzeciej pozycji. W zawodach tych wyprzedzili go jedynie Włoch Aaron March i kolejny Austriak - Alexander Payer.
W 2019 roku wystąpił na mistrzostwach świata w Park City, gdzie zajął ósme miejsce w PSL.

## Osiągnięcia

### Mistrzostwa świata
| Miejsce | Dzień     | Rok  | Miejscowość | Konkurencja       | Zwycięzca          |
| ------- | --------- | ---- | ----------- | ----------------- | ------------------ |
| 8.      | 5 lutego  | 2019 | Park City   | Slalom równoległy | Dmitrij Łoginow    |
| 2.      | 21 lutego | 2023 | Bakuriani   | Slalom równoległy | Andreas Prommegger |

### Puchar Świata

#### Miejsca w klasyfikacji generalnej PAR
- sezon 2014/2015: -
- sezon 2015/2016: 64.
- sezon 2016/2017: 50.
- sezon 2017/2018: 50.
- sezon 2018/2019: 28.
- sezon 2019/2020: 37.
- sezon 2020/2021: 17.
- sezon 2021/2022:

#### Miejsca na podium w zawodach
1. Berchtesgaden – 20 marca 2021 (slalom równoległy) – 3. miejsce
2. Bannoje – 12 grudnia 2021 (slalom równoległy) – 3. miejsce
3. Bad Gastein – 11 stycznia 2022 (slalom równoległy) – 1. miejsce